# جريفندور

شعار منزل جريفندور

جريفندور (بالإنجليزية: Gryffindor)‏ هو أحد المنازل الأربعة التي ينقسم أليها طلاب مدرسة هوجوورتس للسحر والشعوذة في سلسلة الكتب الأدبية هاري بوتر للمؤلفة البريطانية جي كي رولينغ، ترمز المنازل الأربعة إلى عناصر الطبيعة الأربعة ويرمز منزل جريفندور إلى عنصر النار وهذا ما يفسر ألوان شعاره، يشتهر جريفندور بتقدير الشجاعة والفروسية والجرأة، ويتخذ من الأسد رمزاً له، ولوناه هما القرمزي والذهبي، منيرفا مكجونجال هي رئيسة جريفندور الحالية، ونيك شبه مقطوع الرأس هو شبحه. أما مؤسسه فهو جودريك جريفندور.

## الوصف والموقع
بما أن هاري بوتر ينتمي إلى هذا المنزل، فهو المنزل الوحيد الذي وُصفت أقسامه الداخلية بالتفصيل (مع أن غرفة سليذرين العامة قد وصفت باختصار في كتاب هاري بوتر وحجرة الأسرار ووصفت غرفة رافينكلو في الجزء السابع)، ويحصل أعضاؤه على جل اهتمام الرواية لأن هاري بوتر أحدهم، يقع البيت في أحد أبراج القلعة، ومدخله لوحة السيدة السمينة في الثوب الوردي، والسيدة تسمح بدخول أعضاء البيت فقط بعد أن يعطوها كلمة السر، وتقع الغرفة العامة وراءها، حيث توجد المدفأة والدرج الذي يقود إلى مهجعي الأولاد والبنات.
وبما أن هاري بوتر جريفندوري فإن جريفندور يحوز معظم الجوائز والثناء، أعضاء جريفندور مزدرون من منازل مثل سليذرين كما يقول فينياس نيجيلوس بلاك لأنهم يتورطون في أفعال خالية من المعنى سعياً إلى البطولة.

## مشهورين من جريفندور
- ألباس دمبلدور
- هاري بوتر
- رون ويزلي
- هيرميون غرينجر
- روبياس هاغريد
- منيرفا مكجونجال
- لافاندر براون
- سيموس فينجيان
- بارفاتي باتيل
- دين توماس
- جيني ويزلي
- جيمس بوتر
- ليلي إيفانز
- سيرياس بلاك
- ريموس لوبين

## صفات طلاب جريفندور
طلاب جريفندور يتمتعون بجرأة كبيرة وشجاعة وفروسية، يقومون بأي شيء للدفاع عما يؤمنون به ولا يستسلمون أبدًا، ويكسرون قواعد هوغوورتس من أجل الجميع إذا لزم الأمر ويحبون التحدي، وكلما زادت صعوبة العوائق ضدهم تزداد إرادتهم على تخطيها دون كلل أو ملل، ولديهم جرأة عالية في تخطي كل عقبة ويحاولون أخذ أي فرصة لإظهار أنفسهم.